# Wilshire Boulevard

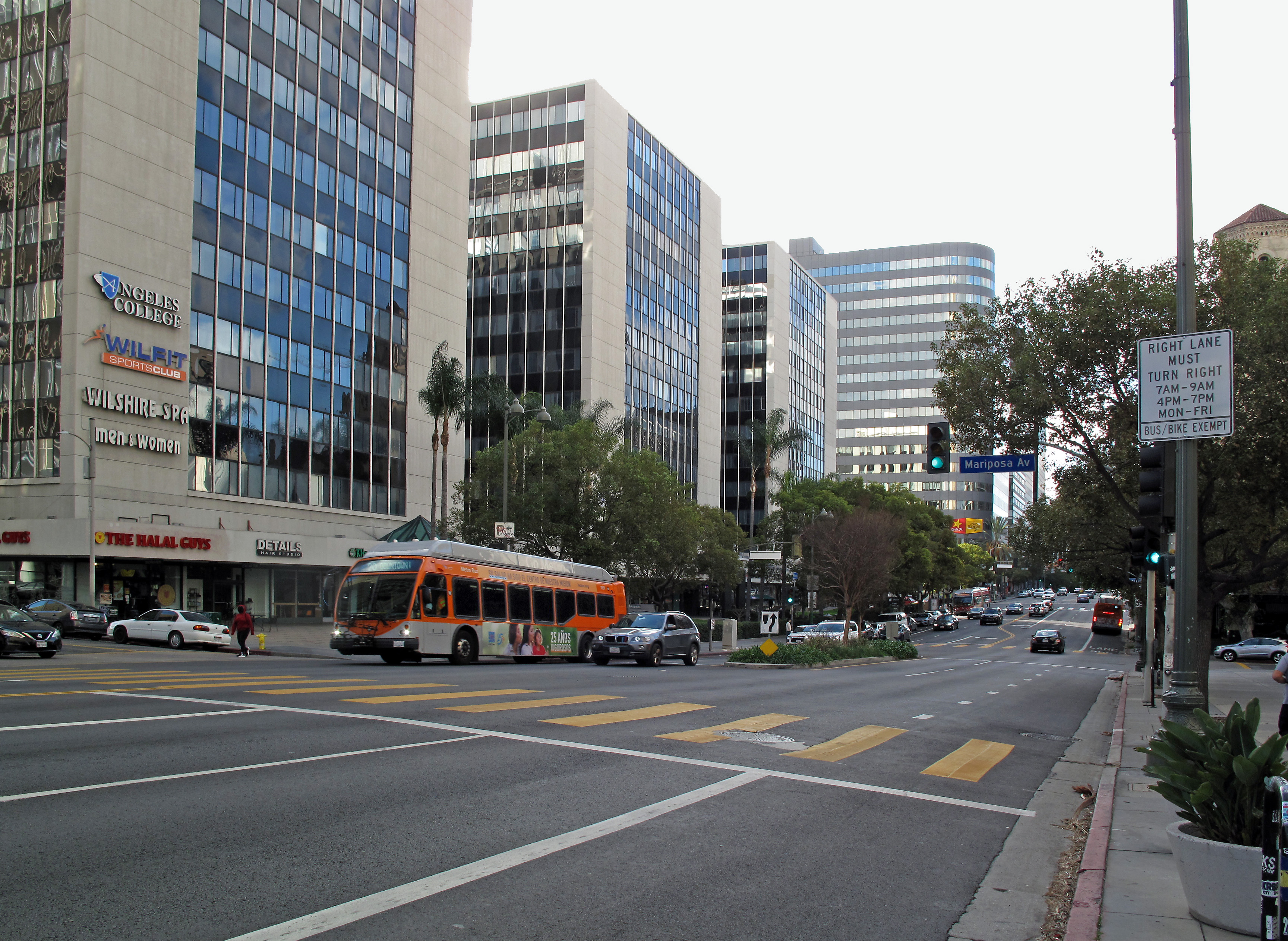
Wilshire em 2023

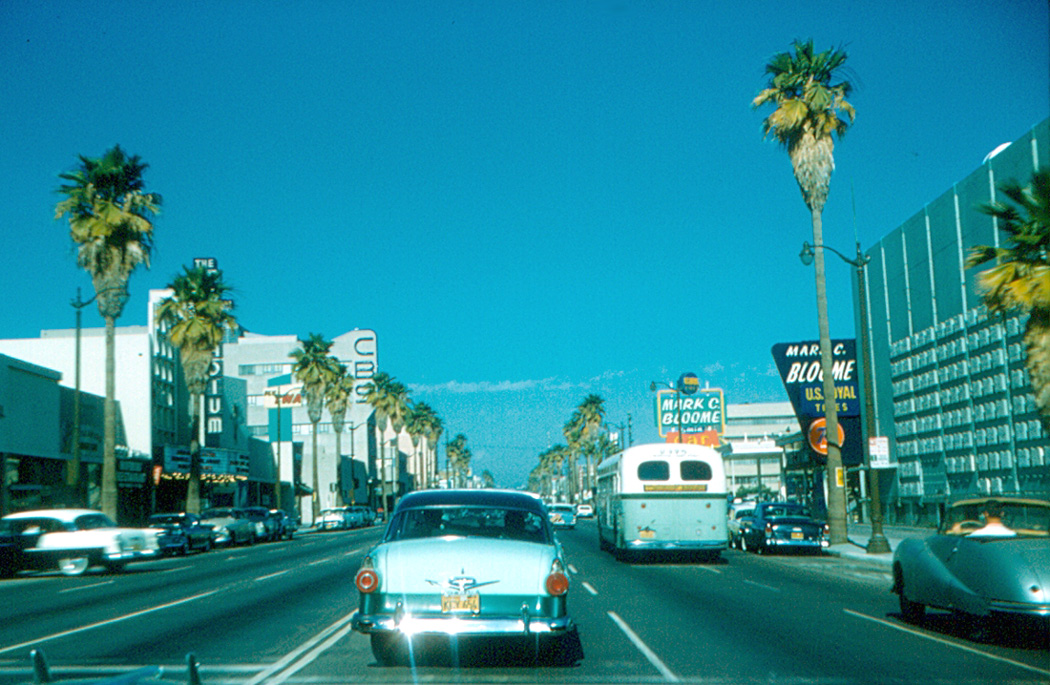
A Wilshire Boulevard em 1959

Wilshire Boulevard é uma importante avenida de 25,48 km (15,83 mi) na região de Los Angeles, no sul da Califórnia, estendendo-se da Ocean Avenue, na cidade de Santa Monica, a leste, até a Grand Avenue, no Distrito Financeiro do centro de Los Angeles. Uma das principais vias arteriais leste-oeste de Los Angeles, é também uma das principais ruas da cidade de Beverly Hills. A Wilshire Boulevard corre aproximadamente paralela à Santa Monica Boulevard, de Santa Monica até o limite oeste de Beverly Hills. Do limite leste, ela corre um quarteirão ao sul da Sixth Street até seu término.
A Wilshire Boulevard é densamente desenvolvida na maior parte de sua extensão, conectando cinco dos principais distritos comerciais de Los Angeles e Beverly Hills. Muitos dos arranha-céus pós-1956 em Los Angeles estão localizados ao longo de Wilshire; por exemplo, o Wilshire Grand Center, o edifício mais alto da Califórnia, fica no cruzamento da Figueroa Street. Já o One Wilshire, construído em 1966 na junção de Wilshire e Grand, é considerado "o principal centro da internet para toda a Orla do Pacífico" porque muitas empresas de telecomunicações alugam espaço lá. A Aon Center, a terceira maior torre de Los Angeles, fica na 707 Wilshire Boulevard, no centro de Los Angeles, enquanto o Beverly Hilton está localizado na intersecção da Wilshire com a Santa Monica Boulevard. 